# Torrelacárcel
Torrelacárcel és un municipi d'Aragó, situat a la província de Terol i enquadrat a la comarca de la Comunitat de Terol. El poble està al costat del riu Jiloca i compta amb una casa que havia estat d'un virrei del Perú que va néixer al poble.
També nasqué a la població Bartolomé Sebastián Valero de Arroitia, que fou arquebisbe de Tarragona.